# Krampus

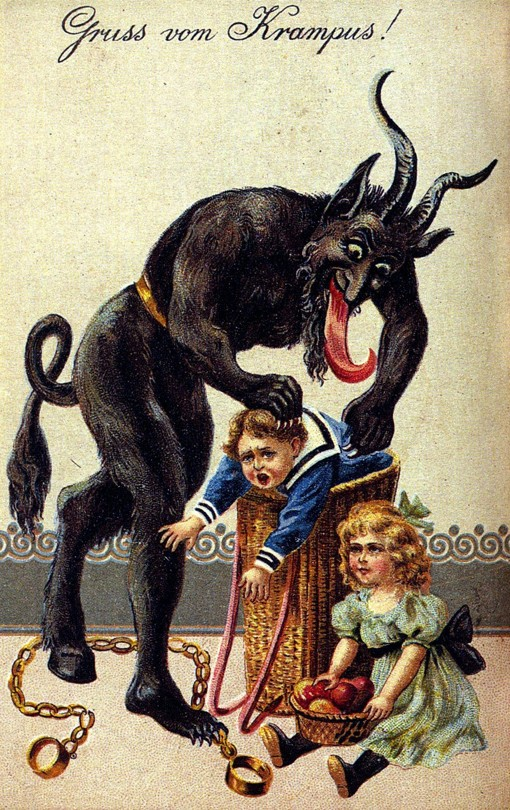
Pohlednice Pozdrav od Krampuse!, kolem 1900

Krampus je alpské strašidlo, které se objevuje především okolo adventu a v rakouském a jihoněmeckém folklóru odpovídá českému čertovi, průvodci sv. Mikuláše. 
Je to starověká tradice, která vznikla v rakouských Alpách a odtud se postupně rozšířila do celého Rakouska a posléze i do okolních států.
Postava Krampuse se objevuje 5. prosince, obvykle v doprovodu sv. Mikuláše. Mikuláš děti odměňuje dárky, zatímco Krampus má za úkol potrestat nezbedné děti tím, že je sní, ale kolem 22. prosince se promění v normální lidskou bytost a už si na nic nevzpomíná.
Uvedený mikulášský svátek se drží 5. prosince, ale po horských vesničkách a městech chodí Krampus většinou od listopadu až do ledna.